# Scor奥熙
Scor奥熙，本名提姆·厄尔里希（？—），是一位德国的中文说唱歌手。出生于德国不莱梅哈芬，2017年後至今居住在中国深圳。

## 经历
2012年，第一次前往中国大陆。
2017年，搬迁至中国深圳。
2020年初，在疫情爆发期间，他发布歌曲《屋里山歌》。
2020年4月，他首发于哔哩哔哩的中文diss歌曲《财富密码》在中国大陆地区引起广泛关注，并因此受邀参加哔哩哔哩制作的综艺节目《说唱新世代》。
2020年7月，发布歌曲《深圳的故事》。
2020年中旬，参加哔哩哔哩的说唱音乐类节目《说唱新世代》，并获得全国40强的成绩。
2021年12月，发表中文说唱专辑《独蝎》（英语：Scorleone）。
2022年12月，德国电视台ARTE在Youtube的「Arte TRACKS」频道发布了关于Scor奥熙的短纪录片。
2024年1月，德国电视台Prosieben在其节目“Galileo”中以短纪录片的形式报道了Scor奥熙。

## 外部連結
- Scor奥熙的bilibili个人空间 （页面存档备份，存于）
- Scor奥熙的新浪微博
- Scor奥熙的Instagram账户 （页面存档备份，存于）
- Scor奥熙的TikTok账户 （页面存档备份，存于）